# (10880) Kaguya
(10880) Kaguya est un astéroïde de la ceinture principale.

## Description
(10880) Kaguya est un astéroïde de la ceinture principale. Il fut découvert le 6 novembre 1996 à Chichibu par Naoto Satō. Il présente une orbite caractérisée par un demi-grand axe de 2,94 UA, une excentricité de 0,03 et une inclinaison de 1,2° par rapport à l'écliptique.

## Compléments